# Boks na Igrzyskach Afrykańskich 1965
Wyniki zawodów bokserskich, które rozgrywane były od 18 do 25 lipca 1965 w Brazzaville w Republice Konga.
Walczono w 10 kategoriach wagowych. Startowali tylko mężczyźni.

## Medaliści
| Kategoria wagowa                | Złoto                   | Srebro            | Brąz                                      |
| Waga musza (-51 kg)             | Mahmoud Hamza           | Sulley Shittu     | Ayed Kouider Soussou-Clément Kalanga      |
| Waga kogucia (-54 kg)           | Abdourahime Fakih       | Hosni Farag       | Jackson Mambwe Steve Akushe               |
| Waga piórkowa (-57 kg)          | Philip Waruinge         | Tahar Ben Hassen  | Joseph M'Bouroukounda Antoine Deko Dognon |
| Waga lekka (-60 kg)             | Alkaly Daffé            | Anthony Andeh     | Radji Oladjide Alex Oundo                 |
| Waga lekkopółśrednia (-63,5 kg) | John Olulu              | Lakhdar Ben Ahmed | Gérard Billé Abdelwahab Ali Shahata       |
| Waga półśrednia (-67 kg)        | Joseph Bessala          | Issaka Daboré     | Lamane Sow Mohamed Mahran                 |
| Waga lekkośrednia (-71 kg)      | Said el-Nahas           | Ali Said          | Mohamed Sani Abou Cissé                   |
| Waga średnia (-75 kg)           | Hassan Nour-el-Din Aman | Matthias Ouma     | Joe Darkey Djarabi Cam                    |
| Waga półciężka (-81 kg)         | Ahmed Maher             | Jean Tshikuna     | nie przyznano                             |
| Waga ciężka (+81 kg)            | Talaat el-Dahsan        | Omar Aliane       | Thomas Arimi                              |